# Real Time Protocol
RTP són les sigles en anglès de Real-time Transport Protocol (Protocol de Transport en Temps real). És un protocol de nivell d'aplicació utilitzat per a la transmissió d'informació en temps real com per exemple àudio i vídeo en una videoconferència. Va ser desenvolupat per l'Audio-Video Transport Working Group de la IETF i va ser publicat per primer cop en 1996 com a RFC 1889.
Inicialment es va publicar com protocol multicast, encara que s'ha usat en diverses aplicacions unicast. S'usa sovint en sistemes de streaming, al costat de RTSP, videoconferència i sistemes push to talk (en conjunció amb H.323 o SIP). Representa també la base de la indústria de VoIP. RTP va molt lligat amb RTCP (RTP Control Protocol) i se situa sobre UDP en el model OSI.